# Jacques Poucet
Jacques Poucet, né à La Louvière (province de Hainaut), le 12 février 1935, est un philologue belge, spécialiste de la Rome antique. Il a enseigné à l'Université Lovanium de Kinshasa (Léopoldville) de 1958 à 1968, puis aux Facultés universitaires Saint-Louis (devenues l'Université Saint-Louis - Bruxelles) et à l'Université catholique de Louvain de 1968 à 2000 (date de son éméritat).

## Travaux
Les recherches de Jacques Poucet dans un entretien vidéo  diffusé sur le site de l'Académie Royale de Belgique  : De l'arrivée d' Enée en Italie au tout début de la République de Rome. Les textes, la numismatique, l'archéologie, l'anthropologie, le droit, la religion. Il s'intéresse tout particulièrement à ce que les anciens dans la littérature ont écrit dans les récits traditionnels  et pour lui  il s'agit de faire le tri entre ce qui est du mythe ou folklore, légendes et ce qui est authentique et historique, notamment sur les 3 premiers rois fondateurs de Rome, les rois étrusques. Romulus est-il un personnage historique par exemple ? Les écrits grecs et romains ont été rédigés parfois plusieurs siècles après les faits et il s'agit d'en faire le tri.

## Ouvrages
- Recherches sur la légende sabine des origines de Rome, Louvain, Recueil de travaux d'Histoire et de Philologie, 1967, 473 p.
- Les origines de Rome. Tradition et histoire, Bruxelles, Publications de l'Université Saint-Louis - Bruxelles, 1985, 360 p.
- Les rois de Rome, tradition et histoire, Bruxelles, Académie Royale de Belgique, 2000, 517 p.
- Avec J.-M. Hannick, Aux sources de l'Antiquité gréco-romaine. Guide bibliographique, Namur, Artel, 2000, 351 p.